# 日辛齊
49°10′19″N 26°40′27″E / 49.17194°N 26.67417°E
日什欽齊（烏克蘭語：Жищинці）是位於烏克蘭西部的村莊，由赫梅利尼茨基州裡赫梅利尼茨基區的霍羅多克市鎮負責管轄。該村始建於1831年，面積0.85平方公里，海拔高度311米，2001年人口1,087，人口密度每平方公里1,278.8人。